# Kjell Ingolf Ropstad
Kjell Ingolf Ropstad (Arendal, 1 de junio de 1985) es un político noruego, exlíder del Partido Demócrata Cristiano desde 2019 hasta 2021 y Ministro de Asuntos de la Infancia, la Familia y la Iglesia desde 2019 hasta 2021. Es miembro del parlamento noruego, desde 2009.

## Trayectoria
Kjell Ingolf Ropstad nació en Arendal en 1985, sus padres son la profesora Gunda Wiberg y Bjørn Alfred Ropstad, quien fue alcalde de Evje og Hornnes. Tiene una licenciatura en derecho y economía de la Universidad de Oslo.
A los 18 años, fue elegido miembro del consejo municipal de Evje og Hornes, permaneciendo desde 2003 hasta 2007 y del consejo del condado de Aust-Agder entre 2003 y 2007. Fue el líder de la Juventud del Partido Popular Cristiano (en noruego, Kristelig Folkepartis Ungdom), el ala juvenil del Partido Demócrata Cristiano, de 2007 a 2010. Previamente, había sido subdirector de 2005 a 2007. Se desempeñó como representante adjunto al Parlamento noruego por Aust-Agder durante el período 2005-2009, siendo el miembro más joven de su partido en estar en el Storting (20 años de edad).
Fue seleccionado como representante de Aust-Agder para el periodo comprendido entre 2009 y 2013. Desde finales de 2018 hasta principios de 2019, dirigió las negociaciones del partido para ingresar al Gabinete de Solberg después de la "elección del camino" iniciada por el entonces líder Knut Arild Hareide. Cuando terminaron las negociaciones, él, junto con otros dos miembros del partido, fue nombrado miembro del gabinete. El propio Ropstad fue nombrado ministro de Asuntos de la Infancia y la Familia y, posteriormente, también fue elegido líder del partido en abril del mismo año.
La semana anterior al 26 de mayo de 2020, Ropstad declaró que los demócratas cristianos agregarían cambios a la ley de biotecnología. Él y su partido intentaron conseguir los votos más conservadores del Partido del Progreso, pero cuando el Storting votó la semana siguiente, el partido sufrió una gran pérdida en la reforma de la ley. En cambio, los otros partidos del gobierno, junto con todos los partidos de oposición, votaron por sus propios cambios, que marcaron el primer cambio en la ley desde 2004.
Del 2 de junio al 21 de agosto de 2020, Ropstad tomó la licencia parental como ministro e Ida Lindtveit Røse asumió el cargo en calidad de interina.